# Stazione di Pratofontana
La stazione di Pratofontana è una fermata ferroviaria della ferrovia Reggio Emilia-Guastalla. Serve la località di Pratofontana, frazione del comune di Reggio nell'Emilia.
È gestita da Ferrovie Emilia Romagna (FER).

## Storia

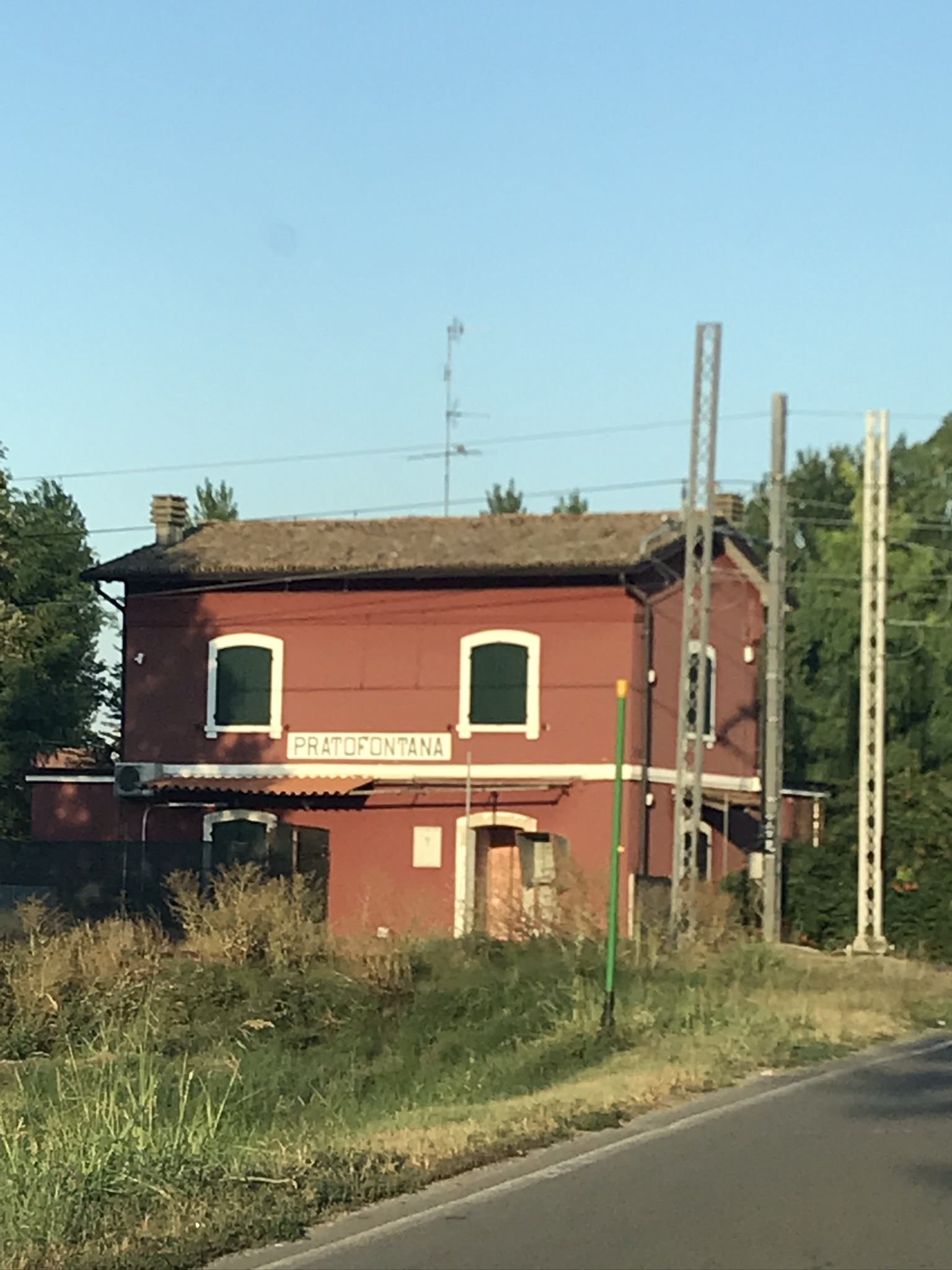
La vecchia fermata ferroviaria di Pratofontana, situata 960 m a sud di quella attuale

La fermata di Pratofontana venne attivata il 12 luglio 2007 in sostituzione di un impianto precedente posto alcuni centinaia di metri più a sud, in via Don Leuratti.

## Strutture e impianti
La fermata è dotata di un unico binario, servito da un marciapiede alto (55 cm), che consente l'incarrozzamento a raso. Non sono presenti sottopassi.
Il sistema di informazioni ai viaggiatori è esclusivamente sonoro, senza tabelloni video di stazione.

## Movimento
La stazione è servita da treni regionali svolti da Trenitalia Tper nell'ambito del contratto di servizio stipulato con la regione Emilia-Romagna.
A novembre 2019, la stazione risultava frequentata da un traffico giornaliero medio di circa 32 persone (13 saliti + 19 discesi).